# Nicklas Kulti
Nicklas Kulti, né le 22 avril 1971 à Stockholm, est un ancien joueur professionnel de tennis suédois.
Il est connu en France pour avoir perdu le cinquième simple décisif lors de la finale de la Coupe Davis 1996 contre la France. Durant ce match mémorable face à Arnaud Boetsch, qui se joua en cinq sets (avec un score de 10-8 dans le cinquième), il bénéficia pourtant de trois balles de match. Il se rattrapa de belle façon en remportant, avec son équipe, les deux éditions suivantes.

## Parcours dans les tournois duGrand Chelem

### En simple
| Année | Open d'Australie | Open d'Australie | Internationaux de France | Internationaux de France | Wimbledon       | Wimbledon      | US Open         | US Open      |
| ----- | ---------------- | ---------------- | ------------------------ | ------------------------ | --------------- | -------------- | --------------- | ------------ |
| 1989  | 3e tour (1/16)   | I. Lendl         | 1er tour (1/64)          | J. Svensson              | —               | —              | —               | —            |
| 1990  | 1er tour (1/64)  | M. Gustafsson    | 3e tour (1/16)           | J. Sánchez               | —               | —              | —               | —            |
| 1991  | 1er tour (1/64)  | L. Mattar        | 2e tour (1/32)           | A. Boetsch               | 1er tour (1/64) | J. Yzaga       | 1er tour (1/64) | J. Courier   |
| 1992  | 2e tour (1/32)   | D. Wheaton       | 1/4 de finale            | H. Leconte               | 2e tour (1/32)  | H. Holm        | 1er tour (1/64) | J. Svensson  |
| 1993  | 2e tour (1/32)   | C. Costa         | 1er tour (1/64)          | D. Rostagno              | 1er tour (1/64) | R. Krajicek    | 2e tour (1/32)  | B. Karbacher |
| 1994  | 3e tour (1/16)   | J. Courier       | 2e tour (1/32)           | A. Medvedev              | 1er tour (1/64) | G. Rusedski    | 2e tour (1/32)  | M. Rosset    |
| 1995  | 2e tour (1/32)   | G. Rusedski      | —                        | —                        | —               | —              | 1er tour (1/64) | P. McEnroe   |
| 1996  | 3e tour (1/16)   | T. Muster        | 1er tour (1/64)          | T. Woodbridge            | 1er tour (1/64) | H. Arazi       | 1er tour (1/64) | J. Hlasek    |
| 1997  | 2e tour (1/32)   | D. Hrbatý        | 1er tour (1/64)          | M. Philippoussis         | 2e tour (1/32)  | J. Stoltenberg | —               | —            |
| 1998  | —                | —                | —                        | —                        | —               | —              | —               | —            |
| 1999  | —                | —                | —                        | —                        | —               | —              | 1er tour (1/64) | A. Agassi    |
| 2000  | 1er tour (1/64)  | T. Johansson     | —                        | —                        | —               | —              | —               | —            |

N.B. : à droite du résultat se trouve le nom de l'ultime adversaire.

### En double
| Année | Open d'Australie           | Open d'Australie         | Internationaux de France     | Internationaux de France   | Wimbledon                    | Wimbledon                  | US Open                      | US Open                    |
| ----- | -------------------------- | ------------------------ | ---------------------------- | -------------------------- | ---------------------------- | -------------------------- | ---------------------------- | -------------------------- |
| 1991  | —                          | —                        | 1er tour (1/32) M. Larsson   | R. Reneberg D. Wheaton     | —                            | —                          | —                            | —                          |
| 1992  | —                          | —                        | —                            | —                          | —                            | —                          | —                            | —                          |
| 1993  | —                          | —                        | —                            | —                          | —                            | —                          | —                            | —                          |
| 1994  | —                          | —                        | 2e tour (1/16) M. Larsson    | L. Bale B. Steven          | 2e tour (1/16) M. Larsson    | J. Eltingh P. Haarhuis     | 1/2 finale M. Larsson        | T. Woodbridge M. Woodforde |
| 1995  | 1er tour (1/32) M. Larsson | S. Draper P. Tramacchi   | Finale M. Larsson            | J. Eltingh P. Haarhuis     | —                            | —                          | 1/8 de finale P. Korda       | M. Knowles D. Nestor       |
| 1996  | 1er tour (1/32) M. Larsson | J. Eltingh P. Haarhuis   | 1/4 de finale J. Björkman    | M. Woodforde T. Woodbridge | 1/4 de finale J. Björkman    | T. Woodbridge M. Woodforde | 1er tour (1/32) J. Björkman  | A. Gaudenzi D. Nargiso     |
| 1997  | 1/8 de finale J. Björkman  | R. Leach J. Stark        | 2e tour (1/16) J. Björkman   | T. Kempers M. Oosting      | 1/4 de finale J. Björkman    | T. Woodbridge M. Woodforde | Finale J. Björkman           | I. Kafelnikov D. Vacek     |
| 1998  | 1er tour (1/32) B. Black   | J.-P. Fleurian P. Nyborg | 1er tour (1/32) M. Tillström | G. Köves J. Tarango        | 1/4 de finale D. Macpherson  | J. Eltingh P. Haarhuis     | 1/8 de finale M. Tillström   | J.-L. de Jager R. Koenig   |
| 1999  | 1/8 de finale M. Tillström | G. Kuerten N. Lapentti   | 1/2 finale M. Tillström      | M. Bhupathi L. Paes        | 1er tour (1/32) M. Tillström | R. Federer L. Hewitt       | 1er tour (1/32) M. Tillström | M.-K. Goellner F. Montana  |
| 2000  | 1/8 de finale M. Tillström | E. Ferreira R. Leach     | 1/8 de finale M. Tillström   | P. Haarhuis S. Stolle      | 1/2 finale M. Tillström      | T. Woodbridge M. Woodforde | 1/8 de finale M. Tillström   | S. Lareau D. Nestor        |
| 2001  | 2e tour (1/16) M. Mirnyi   | P. Baccanello L. Smith   | 1/4 de finale M. Llodra      | P. Pála P. Vízner          | —                            | —                          | —                            | —                          |

N.B. : le nom du ou de la partenaire se trouve sous le résultat ; le nom des ultimes adversaires se trouve à droite.